# Melitaea protomedia
Melitaea protomedia är en fjärilsart som beskrevs av Ménétriés 1859. Melitaea protomedia ingår i släktet Melitaea och familjen praktfjärilar. Inga underarter finns listade i Catalogue of Life.

## Bildgalleri

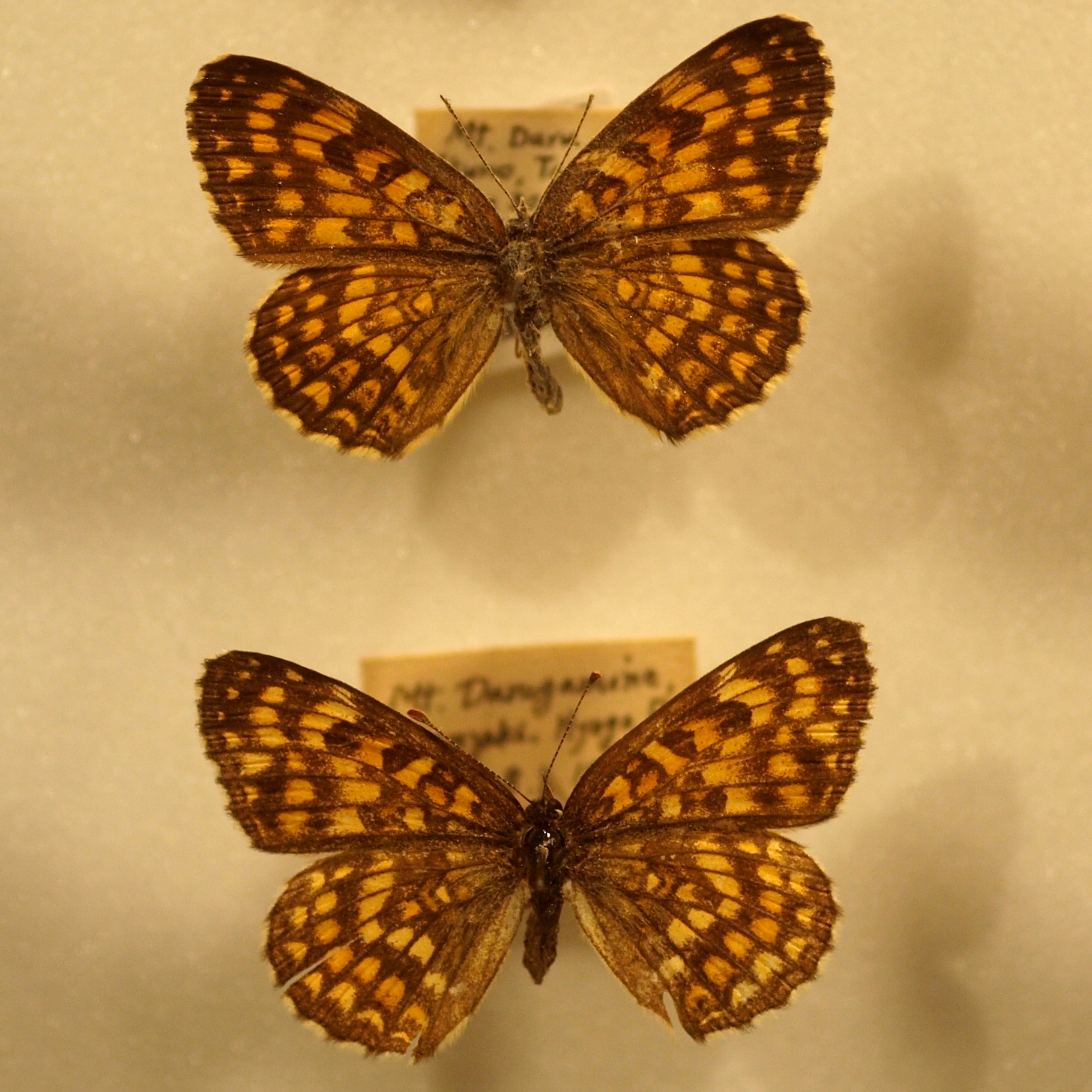